# Venanzo Crocetti

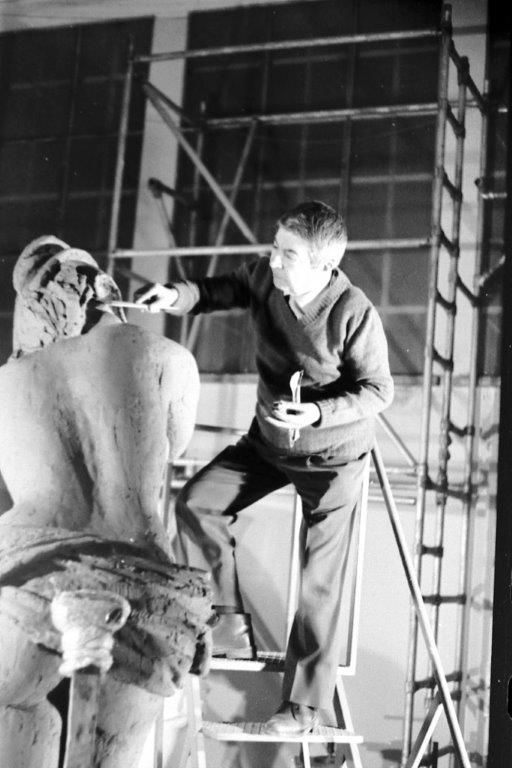
Lo scultore nel suo studio

Venanzo Crocetti (Giulianova, 4 agosto 1913 – Roma, 3 febbraio 2003) è stato uno scultore italiano.

## Biografia

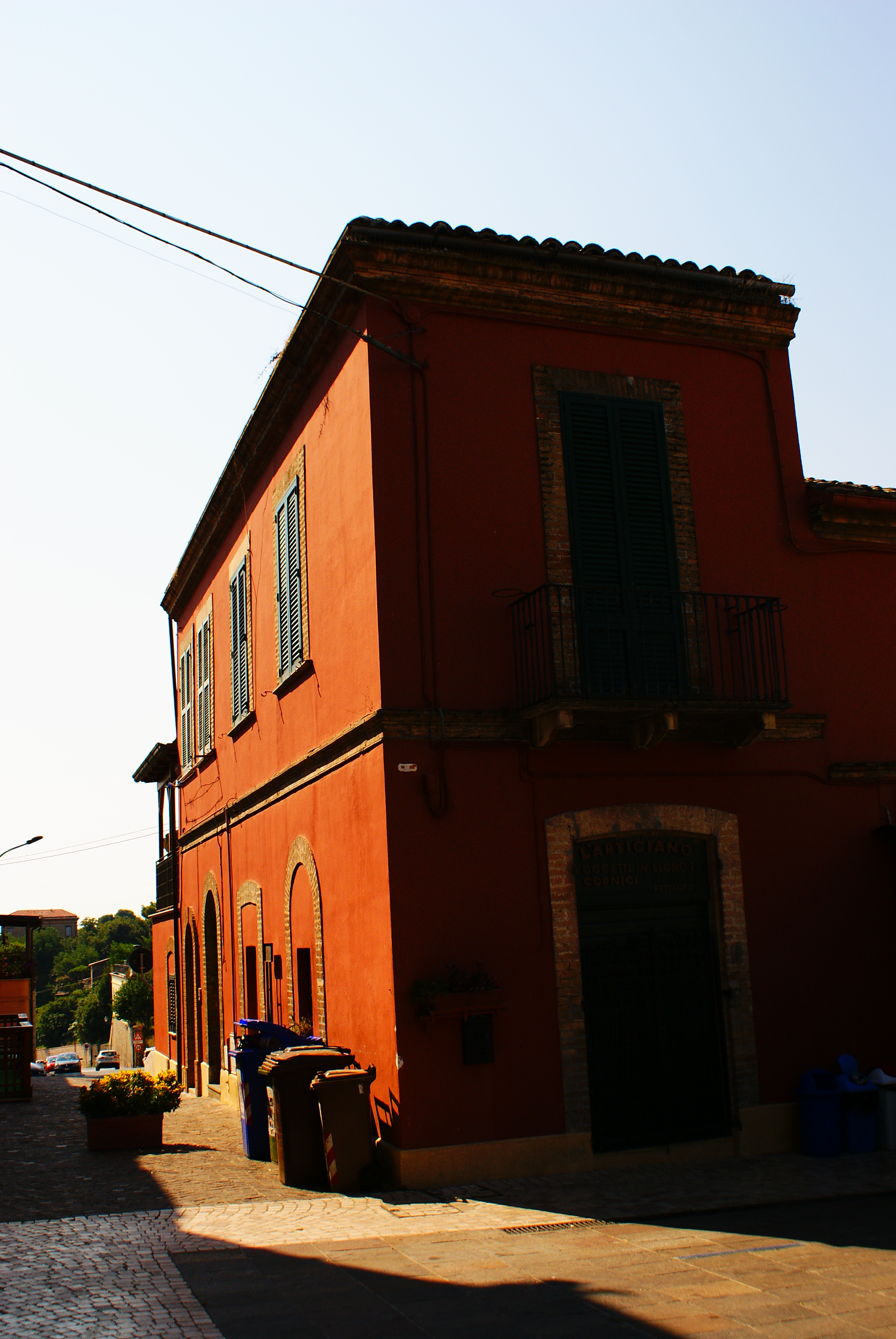
Casa natale di Crocetti, a Giulianova.

Venanzo Crocetti nacque a Giulianova, in provincia di Teramo, in Via della Rotonda, il 4 agosto 1913 da Luigi, maestro muratore, e da Elisa Braga, casalinga.
Le potenzialità artistiche di Venanzo Crocetti si evidenziarono fin dalla fanciullezza.
Si racconta che all'età di cinque anni disegnò le pareti della sua abitazione con il carbone.
Frequentando le scuole elementari mise in risalto l'innata bravura nel disegno rispetto ai propri compagni di studi.
Amava trascorrere il tempo libero frequentando gli artigiani della propria città, Giulianova.
All'età di dieci anni rimase orfano della madre, a undici anni perse la sorella maggiore (più grande di lui di un anno), a dodici anni rimase orfano anche del padre, maestro-muratore unica fonte di sostentamento per tutta la famiglia. Venanzo, ancora adolescente, rimase solo con la sorella minore da accudire.
Si recò a vivere con la nonna; pesante era la situazione economica del nuovo nucleo familiare.
Dopo alcuni anni difficili, nel 1928 si trasferì a Roma, alloggiando in modesta pensione, riuscendo ad attenuare le difficoltà disagi economiche e morali.
Nella capitale dedicò tutto il suo tempo nel lavoro e nello studio serale.
Nel 1931, all'età di 18 anni, ebbe modo di esporre in una mostra collettiva e di partecipare al concorso nazionale dell'Accademia di San Luca.
All'età di 19 anni, fece conoscere al pubblico le sue capacità artistiche vincendo il concorso di scultura bandito dall'Accademia di San Luca. Partecipò anche alla mostra d'Arte Sacra di Padova.
Il suo nome cominciò a essere sempre più conosciuto mentre le sue opere, di pari passo, andavano crescendo di valore.
All'età di 20 anni, grazie al premio assegnatogli dalla Galleria Nazionale di Firenze, fu invitato a partecipare alla Biennale di Venezia del 1934.
Conobbe il pittore Ferruccio Ferrazzi, esecutore del mosaico nella facciata della chiesa di Sabaudia; il pittore apprezzò Crocetti e lo aiutò.
Nel 1935 lo scultore entra in contatto con il collezionista Ottolenghi che gli acquista numerose opere.
Mantenne la presenza nelle più importanti mostre e manifestazioni artistiche in Italia ma espose anche nella Mostra d'Arte Italiana di Parigi.
Nel 1936 eseguì la statua in bronzo di San Michele Arcangelo per Aprilia, città da poco fondata.
Nel 1938, su incarico di Petrucci realizzò l'altorilievo, con l'uso della pietra arenaria, dedicato alla vita di San Benedetto, opera collocata sulla facciata della omonima chiesa di Pomezia, realizzando nel contempo anche quattro formelle bronzee con le figure dei Quattro Evangelisti collocate nel portale principale.
Nel 1938, su incarico della Direzione dell'A.Ca.I. (Azienda Carboni Italiani) realizzò, nel suo studio a Roma, un bassorilievo marmoreo allegorico, ufficialmente denominato "Fregio", sulla vita della Nazione durante il regime fascista, che fu trasportato con un aereo militare in Sardegna e collocato sempre nel 1938, prima dell'inaugurazione della città, nella parete a destra dell'ingresso principale, nell'atrio della Torre Littoria di Carbonia, oggi Torre Civica, dove ancora oggi può essere ammirato.
Ancora su incarico di Petrucci realizzò la scultura "Madonna col Bambino", in marmo statuario di Carrara, contornata da angeli in bronzo. L'opera fu collocata sulla lunetta sovrastante il portone centrale della chiesa di Segezia.
Crocetti seppe unire, durante tutta la sua vita, l'attività artistica con quella didattica; nel 1946, a soli 33 anni, gli fu affidata la cattedra di scultura in seno all'Accademia di belle arti di Venezia, ereditando la cattedra del suo maestro Arturo Martini.

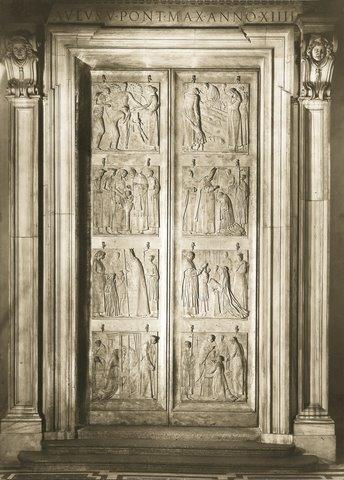
La Porta dei Sacramenti, Basilica San Pietro

Nel 1956 si trasferì a Firenze, dove aveva vinto il concorso per la cattedra di scultura nell'Accademia. Tra il 1956 e il 1958 realizza, per conto della Basilica Minore di San Giovanni Bosco in Roma, le formelle in bronzo della Via Crucis e il Grande Crocifisso. Nel 1965 concluse il lavoro (durato alcuni anni) per la Porta dei Sacramenti nella Basilica di San Pietro in Vaticano, opera inaugurata da papa Paolo VI il 12 settembre 1965. Sulla porta è rappresentato un angelo che annuncia i sette sacramenti.
In continua crescita, la sua fama raggiunse un livello internazionale. Molti suoi lavori furono esportati all'estero, soprattutto in Giappone, ed esposti in varie mostre.

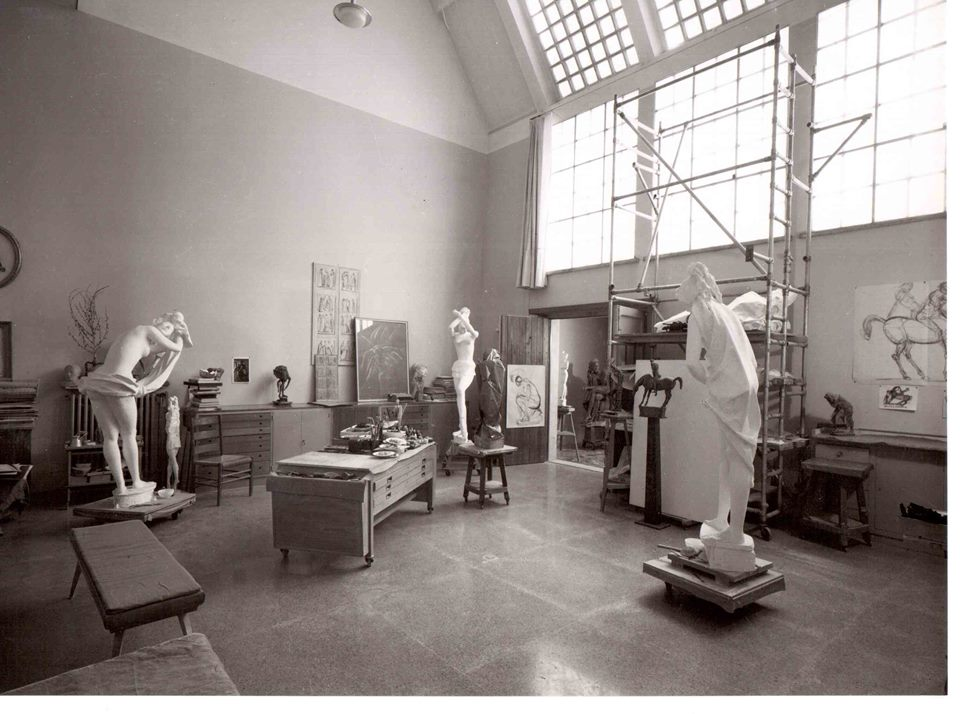
Studio dello scultore

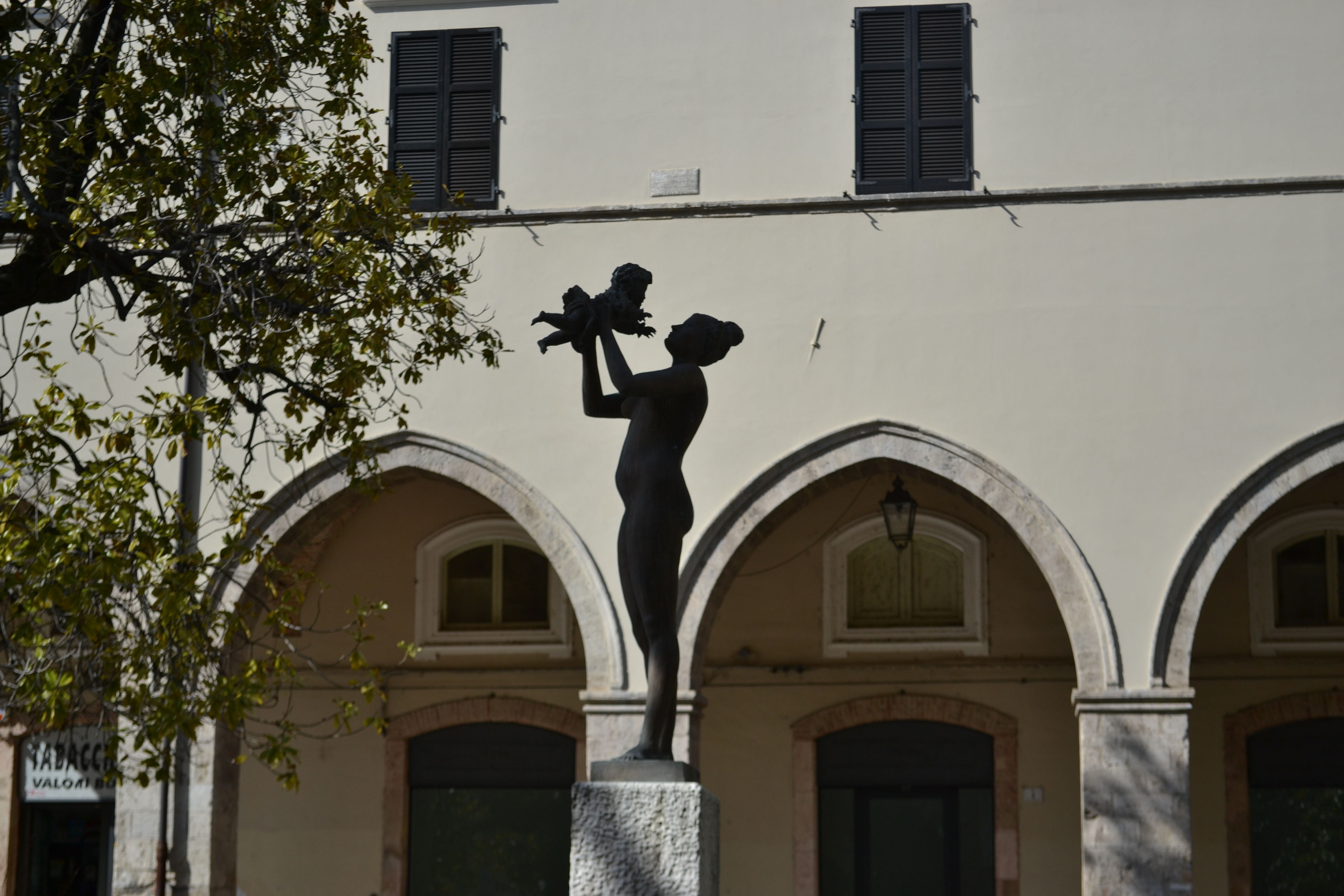
Piazza Ercole V. Orsini a Teramo: Monumento alla Maternità

Sempre intenso fu il legame con il suo Abruzzo.
Nella sua Giulianova realizzò nel Duomo di San Flaviano il monumentale "Crocifisso" bronzeo dell'altare maggiore e la grande "Madonna col bambino e angeli" in pietra e marmo. A Teramo sono presenti diverse sue opere bronzee: nel parco della Banca di Teramo sono esposte numerose sculture; nel parco dei Tigli è sito il complesso scultoreo, inaugurato nel 1972, avente per tema i Caduti di tutte le guerre. Le statue in comunicazione tra loro nei punti strategici di Teramo (viale Mazzini, via De Gasperi, piazza Madre Tersa di Calcutta), sono il Monumento ai Caduti, il San Michele arcangelo, Giuseppe Garibaldi. In piazza Orsini è collocata, su un piedistallo, la statua dedicata alla Maternità; nella facciata posteriore del Duomo di Teramo è incastonato il bassorilievo che simula il portone di ingresso, opera in bronzo, in realtà murato. Realizzò dietro l'istituto tecnico "Vincenzo Comi" il monumento bronzeo a Mario Capuani, che si distinse nella lotta antifascista a Teramo; nella villa comunale realizzò negli anni '50 la scultura bronzea della "Leonessa". Nella vicina Nereto realizzò nella piazza principale la fontana con il gruppo bronzeo delle fanciulle.
Nel 1991 andò a San Pietroburgo per presenziare, al museo Ermitage, l'inaugurazione di una sala permanente a suo nome con alcune delle sue opere scultoree più significative, tuttora presenti nel prestigioso museo.
Il Museo Venanzo Crocetti è un museo di Roma a lui dedicato. Ai Musei Vaticani (Collezione d'arte religiosa moderna) si conserva il bronzo Ritratto di ragazzo, del 1960.